# Pudukkottai (distrikt)
Pudukkottai är ett distrikt i Indien.   Det ligger i delstaten Tamil Nadu, i den södra delen av landet, 2 000 km söder om huvudstaden New Delhi. Antalet invånare är 1 618 345.
Följande samhällen finns i Pudukkottai:
- Pudukkottai
- Arantāngi
- Iluppūr
- Karambakkudi
- Ponnamarāvati
- Puliyūr
- Ālangudi
- Kīranūr
- Arimalam
- Annavāsal
- Mīmisal
- Embal